# Balaruc-les-Bains
Balaruc-les-Bains is een gemeente in het Franse departement Hérault (regio Occitanie). De plaats maakt deel uit van het arrondissement Montpellier. Balaruc-les-Bains telde op 1 januari 2022 7.136 inwoners.

## Geografie
De gemeente ligt aan het Étang de Thau, een lagunemeer van de Middellandse Zee. 
De oppervlakte van Balaruc-les-Bains bedroeg op 1 januari 2022 8,66 vierkante kilometer; de bevolkingsdichtheid was toen 824 inwoners per km².

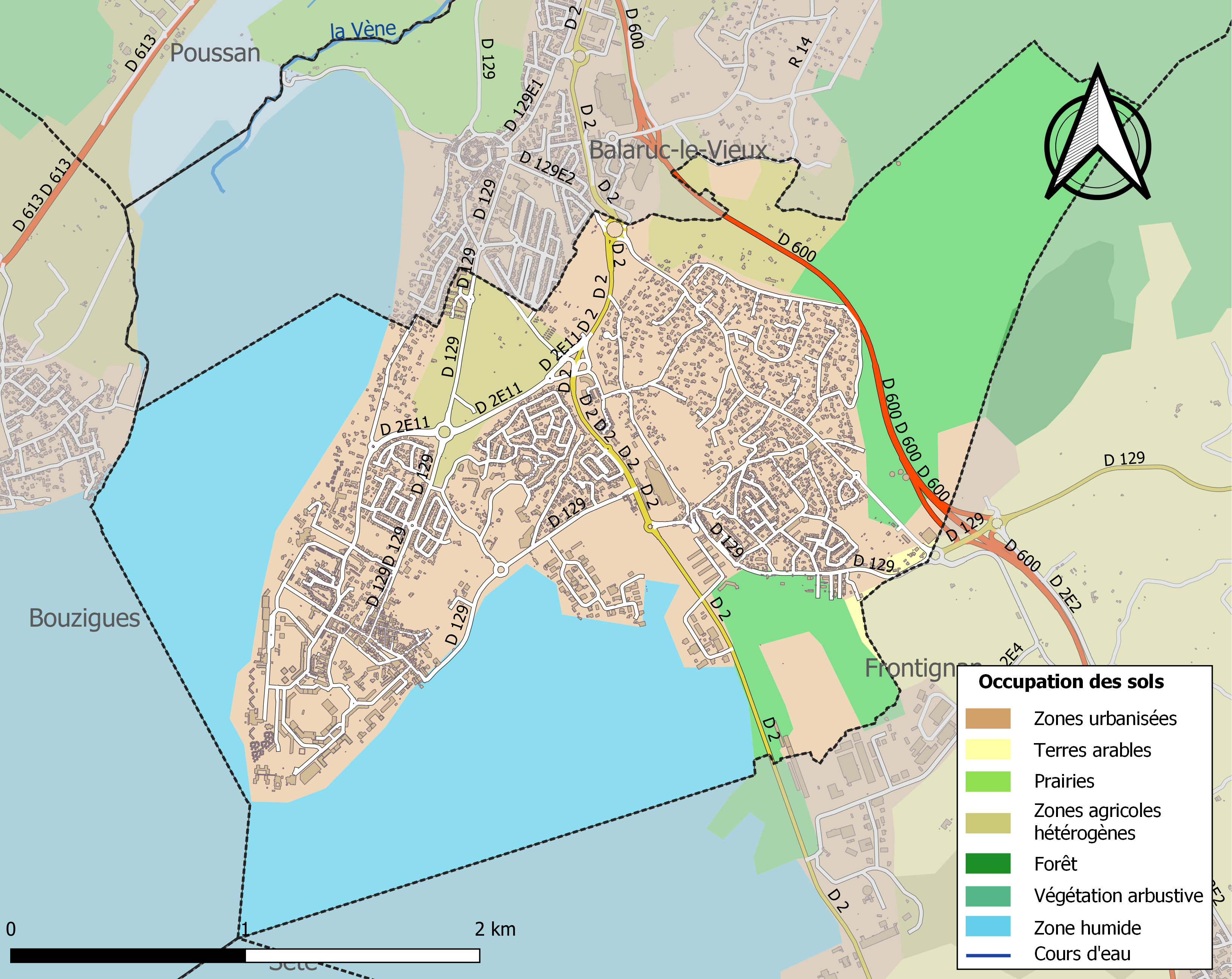
Kaart van de gemeente met belangrijkste infrastructuur, bodemgebruik en omliggende gemeenten

## Demografie
Onderstaande figuur toont het verloop van het inwonertal (bron: INSEE-tellingen).